# La Dernière Prière des martyrs chrétiens
La Dernière Prière des martyrs chrétiens est un tableau de 1883 du peintre français Jean-Léon Gérôme. Il fait partie de la collection du Walters Art Museum de Baltimore (Maryland, États-Unis). Cette toile faite  à l'huile de 87,9 × 150,1 cm représente une scène des jeux du cirque où des chrétiens sont livrés en pâture aux fauves ou aux flammes.

## Contexte
À l'époque de Gérôme, un certain nombre d'historiens s'interrogent sur l'étendue de la persécution des chrétiens dans la Rome antique, notant que dans certains cas le martyre avait été embelli par des théologiens. On sait que des chrétiens qui ne renonçaient pas à leur foi étaient envoyés dans l'arène afin  que leurs corps soient déchiquetés par des bêtes sauvages (damnatio ad bestias) et ainsi complètement détruits, rendant impossible une résurrection future. Ils sont aussi brûlés sur des croix.

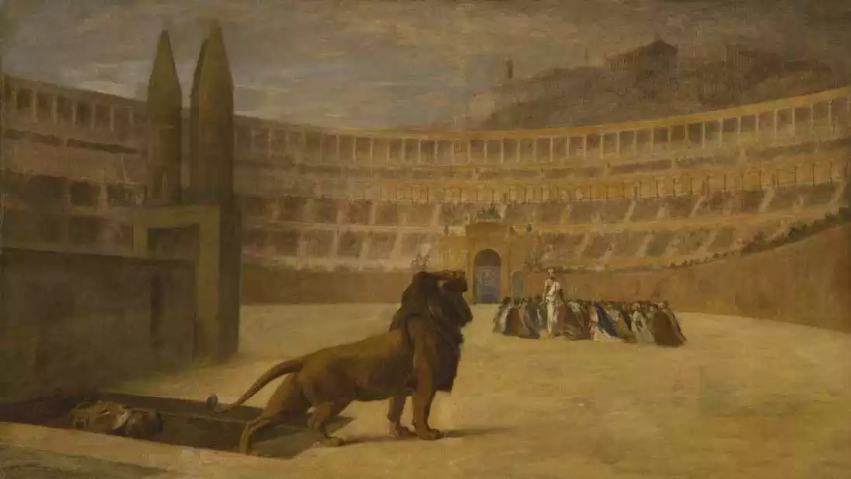
Croquis.

C'est en 1863 que le tableau est commandé par William Thompson Walters, un philanthrope et collectionneur d'art américain qui, dans une lettre, définit avec précision toutes les composantes de la future toile. Gérôme réalisa plusieurs croquis d’huile et d’encre sur toile pour son œuvre. Un des dessins se trouve actuellement dans la collection du musée des beaux-arts de l'Utah. En 1883, Gérôme achève enfin un tableau qui, selon la critique, est devenu l'un de ses plus importants ouvrages sur l'histoire romaine. Après la mort de William Walters en 1894, le tableau ainsi que toute sa collection revient à son fils Henry Walters. Henry Walters « pour le bien du public » lègue la galerie qu'il avait déjà ouverte au public au maire et au conseil municipal de Baltimore. Après sa mort en 1931, le tableau devient la propriété du Walters Art Museum de Mount Vernon. En tant qu'organisme gouvernemental, le Walters Art Museum a ouvert ses portes aux visiteurs le 3 novembre 1934. Durant sa présence au musée, le tableau a fait l'objet de trois restaurations au cours desquelles la couche de peinture a été nettoyée à plusieurs reprises et la toile recouverte d'un nouveau vernis.

## Description
Le tableau est signé JL Gérôme  en bas à gauche, au niveau de l'accès des fauves. La scène se déroule non pas au Colisée qui n'était pas construit à cette date, ni dans les jardins de Néron comme indiqué par Tacite, mais dans le  Circus Maximus. Gérome imagine une vue du virage, reconnaissable par la forme arrondie de la piste, les deux bornes (metae) qui marquent la fin du mur central (la spina), la porte triomphale située au fond et les traces laissées dans le sable par les chars ainsi que la taille imposante de l'ensemble. Pour sa mise en scène, Gérome figure des souterrains d'où surgissent les lions, ce qui n'a jamais existé dans le Circus Maximus.
Un groupe de fidèles est rassemblé sur la piste, tous ses protagonistes sont à genoux (hommes, femmes et enfants), seul un homme âgé regarde le ciel avec les paumes des mains tournées vers l'avant. Ils prient Dieu pour la dernière fois avant d'être attaqués par les lions et les tigres qui sont en train de sortir par une trappe souterraine.
Certains chrétiens sont crucifiés sur les bords de la piste, ils sont enduits de poix et une personne depuis les gradins y met le feu avec une torche. La tension dramatique est augmentée par ces croix qui sont enflammées les unes après des autres, dans un supplice qui peu à peu se rapproche des martyrs en prière.
Le premier lion sorti dans l'arène est comme suspendu, il est à l'arrêt, attentif, il contemple les chrétiens. Il ne se jette pas sur ses victimes pour les dépecer. Le public contemporain de Gérôme garde à l'esprit les récits de martyres où les bêtes, sous l'effet de la puissance divine, se détournaient des chrétiens qui leur étaient livrés. Le dresseur de fauves se tient à l'écart, derrière la spina. Pour Gérôme, le lion et le tigre sont de ses sujets favoris.
À l'arrière-plan se trouve une colline surmontée d'un temple périptère avec une statue colossale, le décor est plus proche de l'Acropole athénienne que du Palatin romain. Le Capitole représenté est le symbole de la puissance de Rome et ce temple figure le temple de Jupiter capitolin. Il évoque la puissance de la religion antique face à la faiblesse des martyrs et de leur religion naissante.
Le point de vue se situe sur la piste du cirque. Ainsi, le spectateur est au même niveau que les martyrs, même s'il ne fait pas partie du groupe, il est placé à ses côtés et non dans les gradins avec les spectateurs romains qui contemplent la mise à mort. Ce point de vue est très significatif, car il conduit à s'assimiler aux martyrs.
L'équilibre qui existe entre la connaissance historique, l'imagination et l'illusion de la réalité sera exploité par les cinéastes pour des films plusieurs décennies après. Ainsi, cette scène est particulièrement frappante dans le film italien Nero de 1909. Le tableau a aussi inspiré l'une des scènes de fin du film Le Signe de la croix par Cecil B. DeMille en 1932.

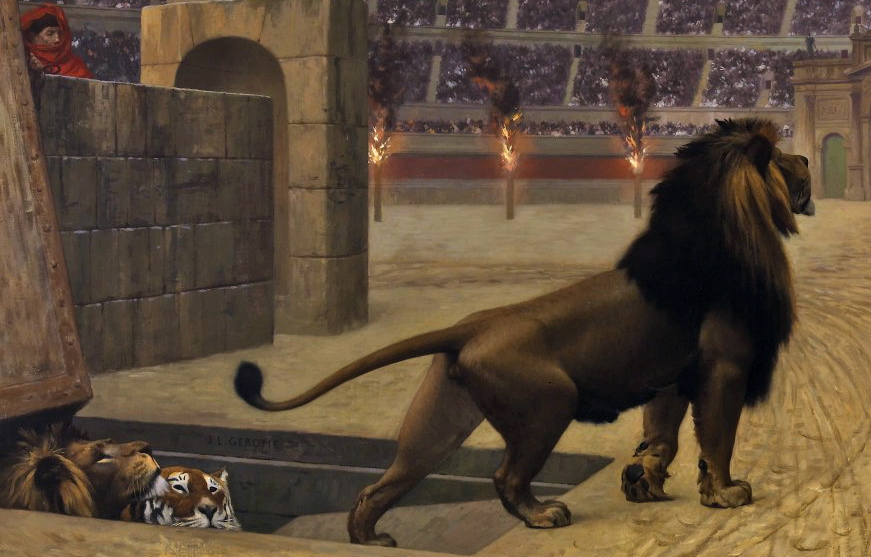
Détail des fauves.
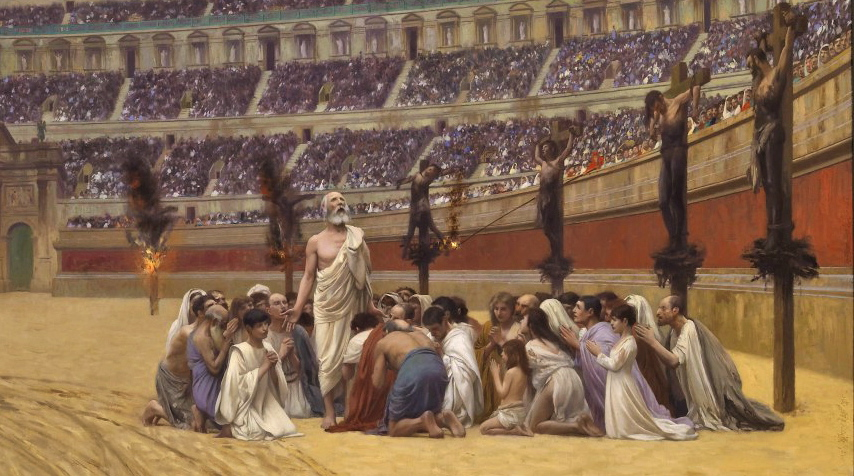
Détail des martyrs.
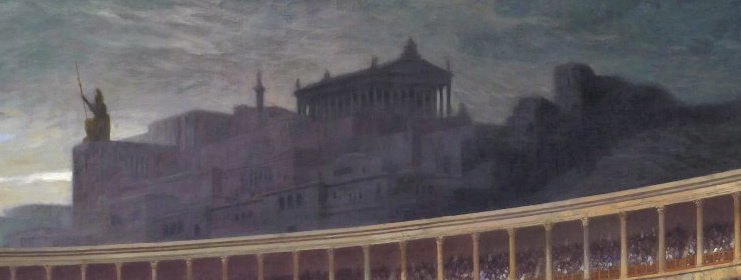
Détail du temple.

## Cycle antique

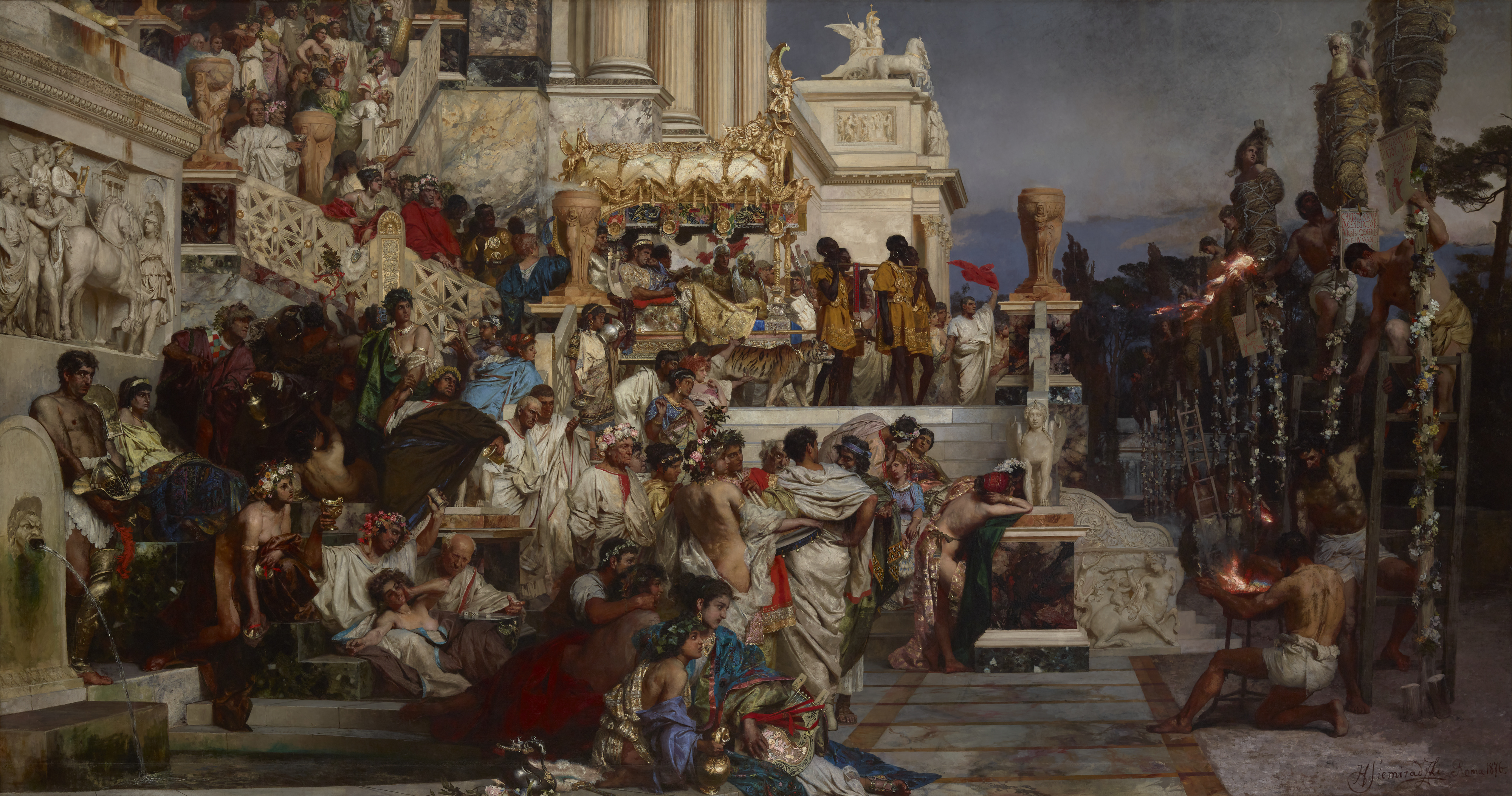
Les Torches de Néron par Henryk Siemiradzki.

Thématiquement, l’œuvre de Gérôme ressemble au tableau Les Torches de Néron de 1876, peint par Henryk Siemiradzki, sur le thème de la combustion de chrétiens par Néron dans ses jardins.
Gérôme a peint de nombreux tableaux en rapport avec les jeux romains.

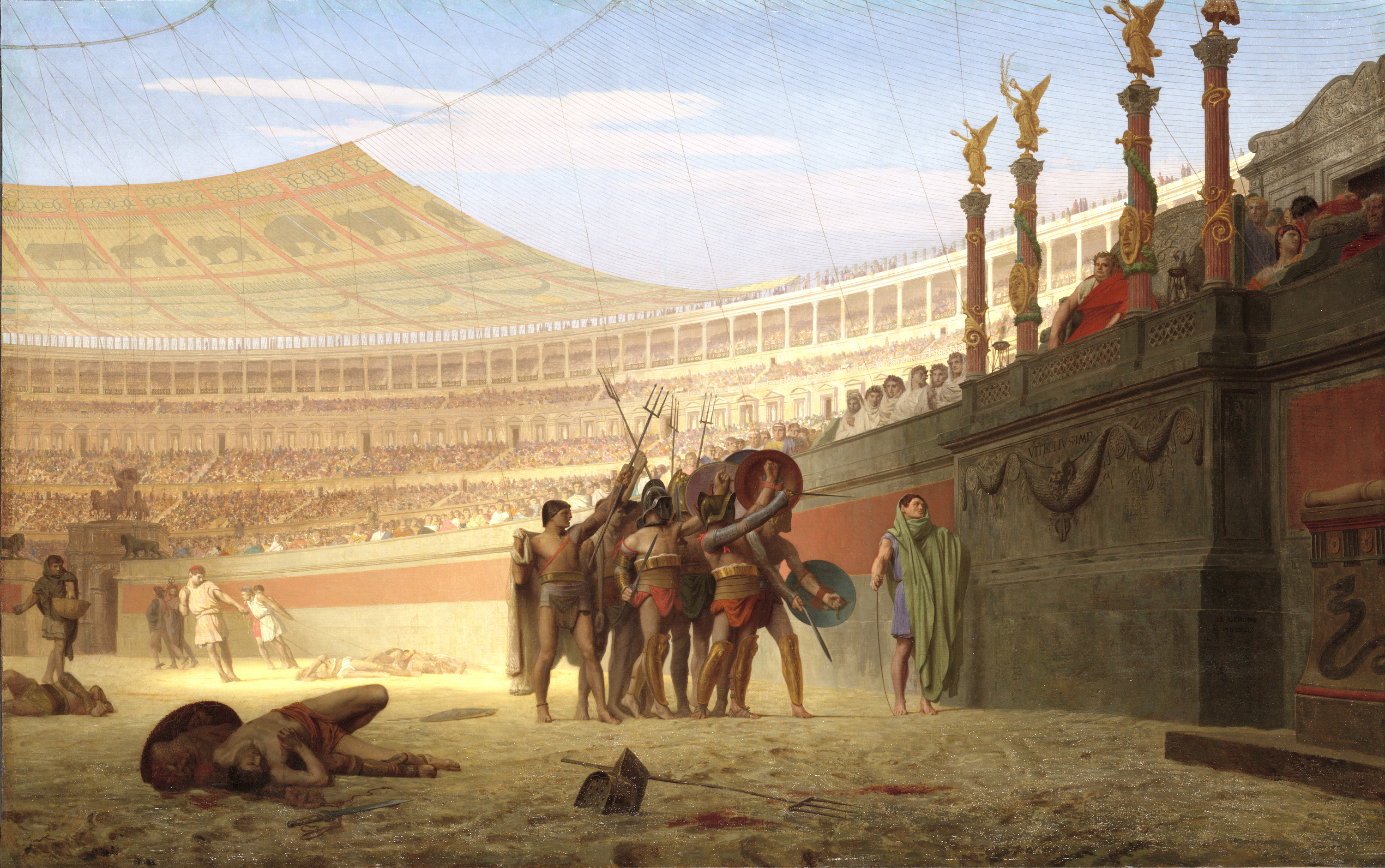
Ave Caesar morituri te salutant en 1859.
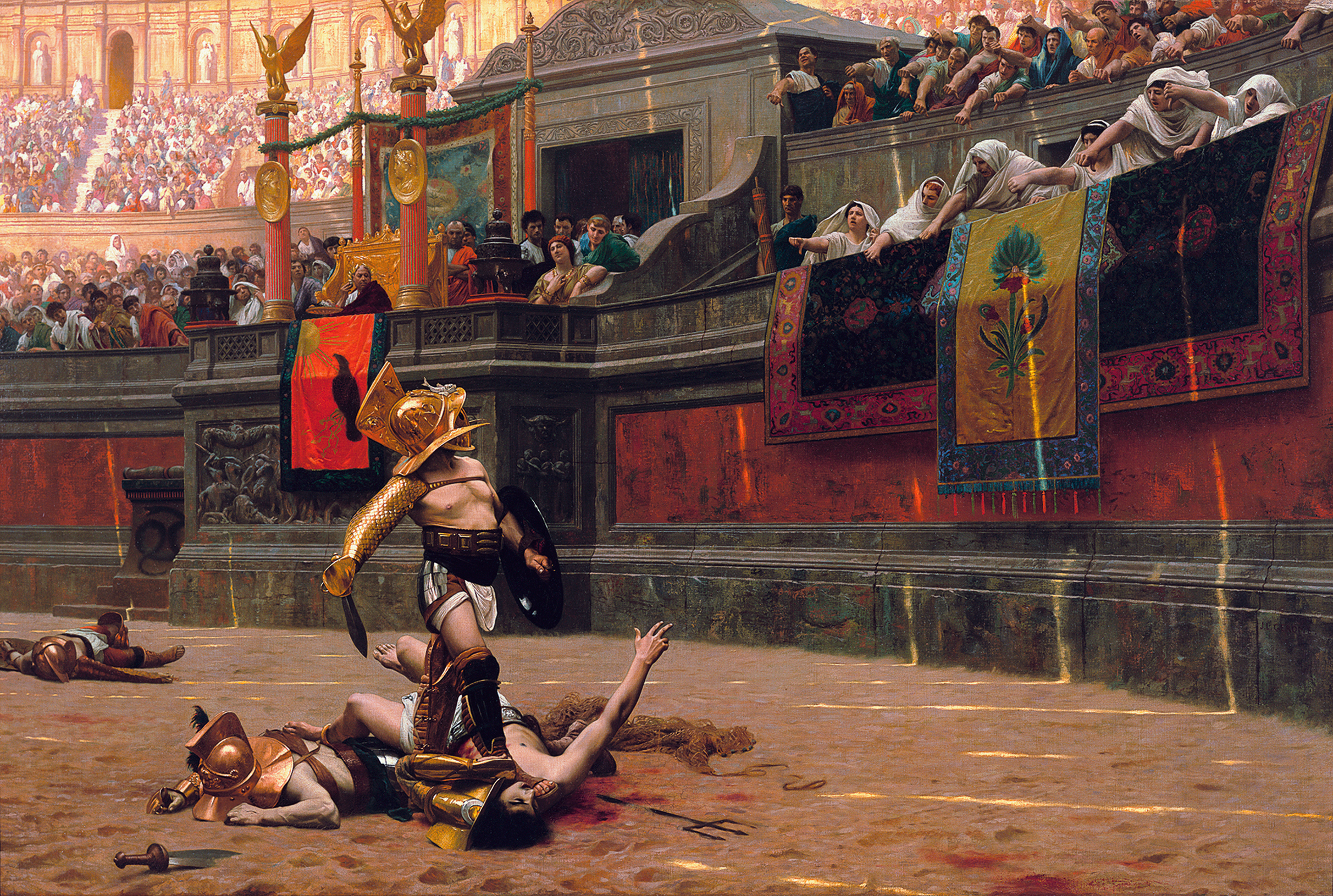
Pollice Verso en 1872.
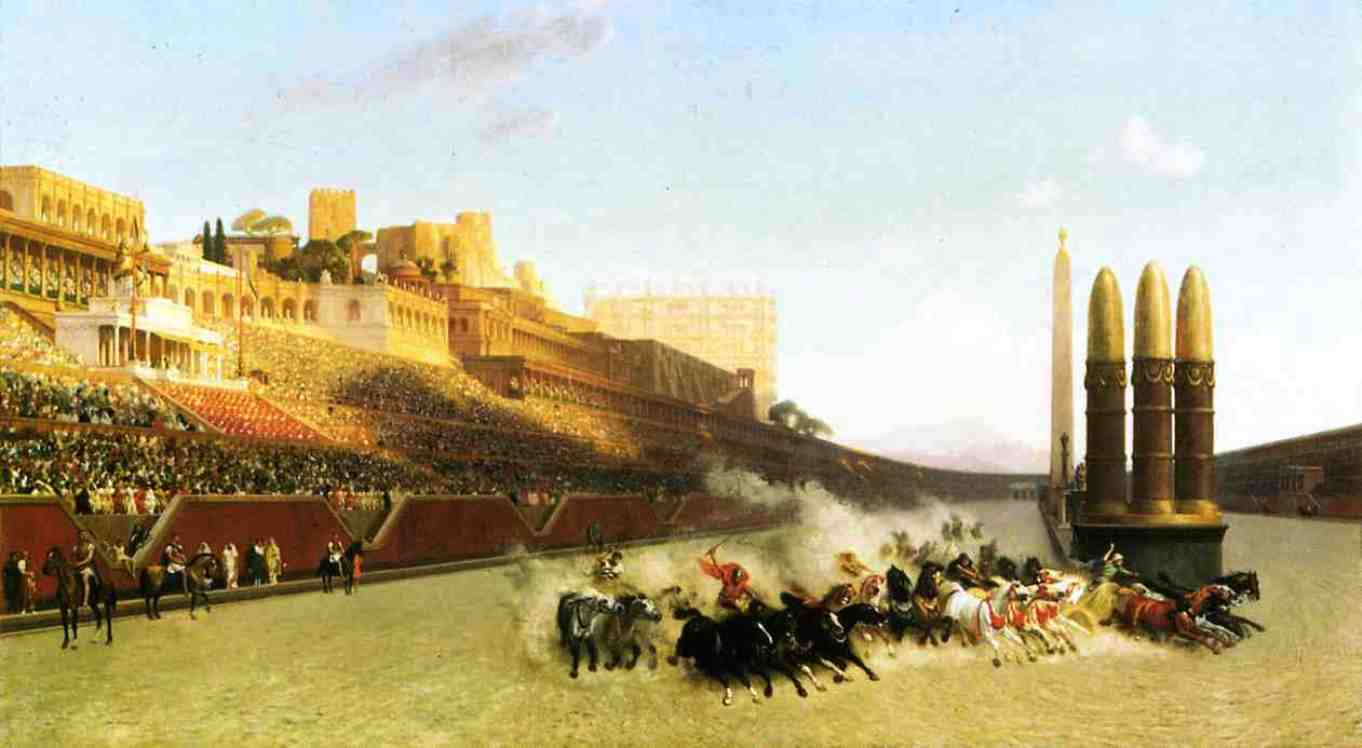
Course de chars en 1876.
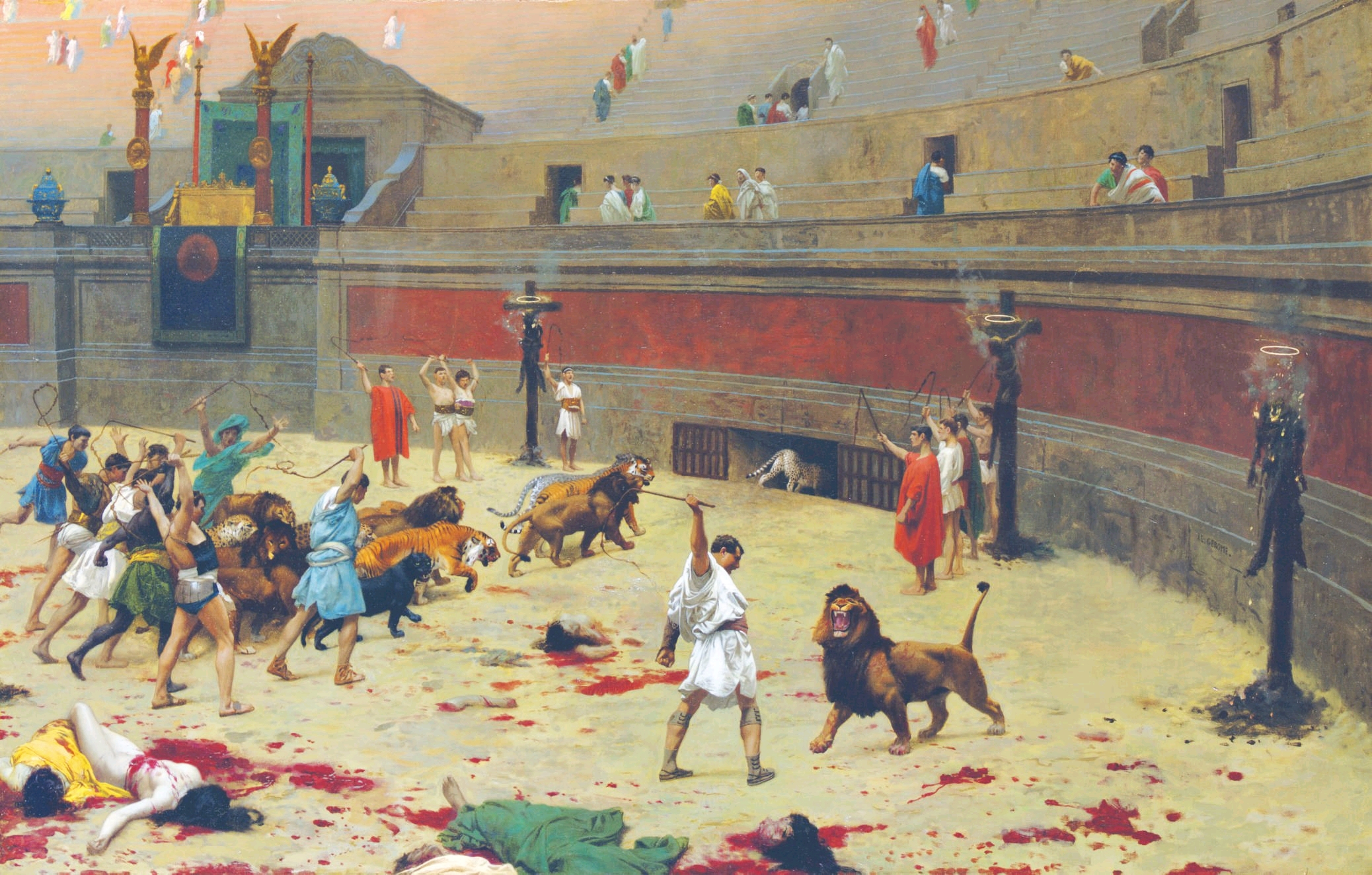
La Rentrée des félins au cirque en 1902.